# Нин
Нин (на хърватски: Nin) е град в Хърватия, Задарска жупания.

## Общи сведения
Нин се намира в центъра на лагуна на 17 км северозападно от Задар. Старата част на града се простира върху малко островче с диаметър едва 500 м и е свързана с континента с два каменни моста. На север, изток и юг градът е заобиколен от пясъчни плажове, а на изток са солниците. На два километра в южна посока се намира курортното селище Затон.
В древността Нин е сред най-значимите градове на Далмация. През средновековието става първият политически, религиозен и културен център на хърватската държава, както и най-старата столица на кралството. Днес има предимно туристическо и културно значение. В града живеят 1132 души (2011).

## История
Градът е основан от либурните през IX в. пр.н.е. Останките от античното пристанище на Нин, който по онова време се нарича Аенона, все още могат да се видят в морето. През римската епоха тук е изграден един от най-големите далматински храмове в чест на император Октавиан Август.
В периода на ранната хърватска държава Нин става важно държавно средище. Княз Бранимир (879-892), първият владетел на независима Хърватия, разполага с резиденция в Нин и го превръща в свой престолен град. Същевременно пак по това време Нин става център на епархия.
По време на управлението на крал Томислав при разгорелия се църковен спор на какъв език да бъде извършвано богослужението, на латински или на славянски, град Нин в лицето на своя епископ Гъргур Нински застава твърдо на позицията да се съхрани народния, славянски език. Срещу Гъргур, който и днес се почита като радетел за националната култура и език, се изправя сплитският епископ, който апелира за латинизация на литургиите. И въпреки че на църковните събори от 925 и 927 г. побеждават поддръжниците на латинизацията, в Хърватия богослужението на славянски се запазва още дълго време докато накрая през XIII в. е окончателно узаконено.
През 1409 г. Нин заедно с по-голямата част от Далмация преминава под контрола на Венеция. При многобройните венецианско-турски войни градът е неколкократно разрушаван, а през 1571 и 1646 г. почти напълно сринат. И в двата случая венецианското правителство взима решение да изгори града след като населението го опразни, за да попречи на турците да го използват. След последното разрушение от 1646 г. Нин никога повече не успява да върне предишното си икономическо положение. И докато разположеният наблизо Задар бележи бурно развитие, Нин все повече губи значението си докато през XIX в. се превръща в обикновено рибарско село. През 1828 г. е премахната и Нинската епархия.
От 70-те години на XX в. Нин започва да се развива като курортно селище и съхранените архитектурни обекти са реставрирани.

## Забележителности
- Църквата Св. Никола на хълма над Нин, в която са короновани няколко хърватски крале. Построена е през XI в. в романски стил. Вътрешните размери на храма са 5,90 м дължина, 5,70 м ширина и 6 м височина.
- Църквата Св. Кръст от IX в. Вътрешните ѝ размери са 7,8 м дължина, 7,6 м ширина и 8,2 м височина. Въпреки че Нин няколко пъти е бил разрушаван почти до основи, тази църква останала непокътната и днес може да се види в първоначалния си вид. Била е издигната върху останките на антични жилищни постройки от I – VI в., които се забелязват дори и днес. Служила е за кралски параклис на хърватските владетели.
- Църквата Св. Амвросий от XII в. в романски стил.
- Развалините на римския храм в чест на Октавиан Август. Четири скулптури на владетели от Юлиево-Клавдиевата династия, красяли някога храма, днес са изложени в археологическия музей в Загреб.
- Двата каменни моста свързващи стария град със съвременната част и съответно горната и долната градски порти.